# 邦维尔
邦维尔（法語：Banville，法語發音：[bɑ̃vil] ⓘ）是法国卡尔瓦多斯省的一个市镇，属于巴约区。

## 地理
邦维尔（49°18'45"N, 0°29'17"W）面积4.68 平方千米，位于法国诺曼底大区卡爾瓦多斯省，该省份为法国西北部沿海省份，北濒大西洋英吉利海峡，东北与滨海塞纳省以海上边界相接，东临厄尔省，南至奧恩省，西与芒什省接壤。
与邦维尔接壤的市镇（或旧市镇、城区）包括：瑟勒河畔科隆比耶、滨海库尔瑟勒、滨海格赖、勒维耶、滨海圣克鲁瓦、瑟勒河桥村。

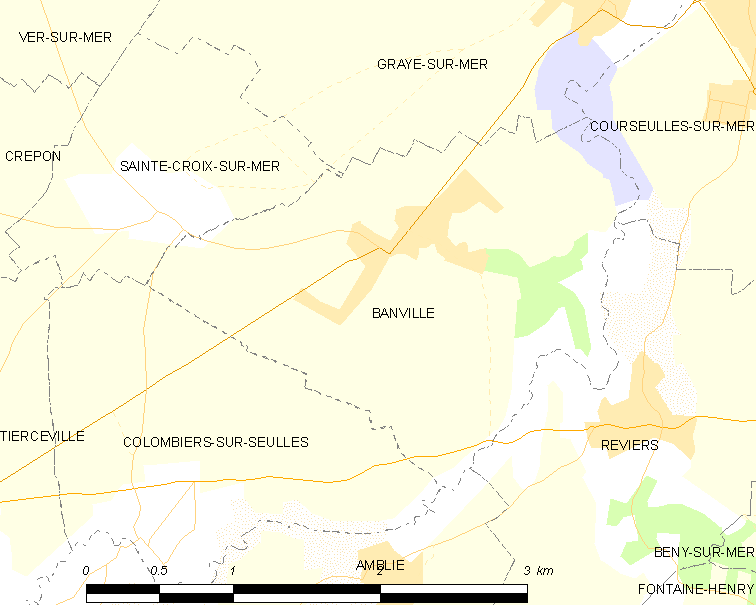
邦维尔的OSM定位图

邦维尔的时区为UTC+01:00、UTC+02:00（夏令时）。

## 行政
邦维尔的邮政编码为14480，INSEE市镇编码为14038。

## 政治
邦维尔所属的省级选区为滨海库尔瑟勒县。

## 人口

1962-2008年间邦维尔人口变化图示

邦维尔于2022年1月1日时的人口数量为802人。